# 장은비
장은비(1973년 2월 3일 ~ )은 대한민국의 배우이다. 1996년 SBS 6기 공채 탤런트로 데뷔하였다.

## 학력
- 서울예술대학교 연극영화학과 졸업

## 출연작

### 드라마
- 1996년 SBS 청소년드라마 《성장느낌 18세》
- 1996년 SBS 드라마스페셜 《남자 대탐험》
- 1996년 SBS 드라마스페셜 《8월의 신부》
- 1997년 SBS 주말특별기획드라마 《아름다운 그녀》
- 1997년 SBS 월화드라마 《여자》
- 1997년 SBS 일일연속극 《미아리 일번지》
- 1997년 SBS 일일연속극 《지평선 너머》
- 1997년 SBS 월화드라마 《연어가 돌아올 때》
- 1998년 SBS 아침연속극 《겨울 지나고 봄》
- 1998년 SBS 일일시트콤 《순풍산부인과》
- 1998년 SBS 일일연속극 《서울 탱고》
- 1998년 SBS 주말극장 《사랑해 사랑해》
- 1998년 SBS 드라마스페셜 《미스터Q》
- 1998년 SBS 일일연속극 《7인의 신부》
- 1998년 SBS 납량특집드라마 《공포의 눈동자》
- 1998년 SBS 드라마스페셜 《승부사》
- 1998년 SBS 청춘시트콤 《나 어때》
- 1998년 SBS 일일연속극 《미우나 고우나》
- 1999년 SBS 아침드라마 《지금은 사랑할 때》
- 1999년 SBS 일요드라마 《카이스트》
- 1999년 SBS 주말극장 《젊은 태양》
- 1999년 SBS 드라마스페셜 《청춘의 덫》
- 1999년 SBS 아침드라마 《그녀의 선택》
- 1999년 SBS 일일연속극 《약속》
- 1999년 SBS 드라마스페셜 《토마토》
- 1999년 SBS 청춘시트콤 《행진》
- 1999년 SBS 월화드라마 《맛을 보여드립니다》
- 1999년 SBS 일요아침드라마 《달콤한 신부》
- 2000년 SBS 월화드라마 《사랑의 전설》
- 2000년 SBS 창사 10주년 특별기획 《덕이》
- 2000년 SBS 드라마스페셜 《팝콘》
- 2000년 SBS 드라마스페셜 《여자만세》
- 2001년 SBS 드라마스페셜 《순자》
- 2001년 SBS 주말극장 《아버지와 아들》
- 2001년 SBS 일일연속극 《이 부부가 사는 법》
- 2002년 SBS 주말특별기획드라마 《라이벌》
- 2002년 SBS 드라마스페셜 《정》
- 2002년 SBS 아침드라마 《얼음꽃》
- 2003년 SBS 대기획 《올인》
- 2003년 SBS 주말특별기획드라마 《태양속으로》
- 2003년 SBS 아침드라마 《당신 곁으로》
- 2003년 SBS 주말특별기획드라마 《천년지애》
- 2003년 SBS 주말극장 《백수탈출》
- 2003년 SBS 일일연속극 《연인》
- 2003년 SBS 주말특별기획드라마 《스크린》
- 2003년 SBS 드라마스페셜 《요조숙녀》
- 2003년 SBS 드라마스페셜 《때려》
- 2003년 SBS 아침드라마 《이브의 화원》
- 2003년 SBS 주말극장 《애정만세》
- 2003년 SBS 일일연속극 《흥부네 박터졌네》
- 2003년 SBS 드라마스페셜 《천국의 계단》
- 2004년 SBS 아침드라마 《청혼》
- 2004년 SBS 드라마스페셜 《햇빛 쏟아지다》
- 2004년 SBS 주말특별기획드라마 《폭풍 속으로》
- 2004년 SBS 일일연속극 《소풍가는 여자》
- 2004년 SBS 드라마스페셜 《섬마을 선생님》
- 2004년 SBS 드라마스페셜 《형수님은 열아홉》
- 2004년 SBS 주말특별기획드라마 《파리의 연인》 ... 옷에 음료수 묻은 여자 역
- 2004년 SBS 드라마스페셜 《남자가 사랑할 때》
- 2004년 SBS 월화드라마 《러브스토리 인 하버드》
- 2006년 SBS 아침드라마 《사랑하고 싶다》
- 2006년 SBS 주말극장 《연개소문》
- 2007년 SBS 일일연속극 《그 여자가 무서워》
- 2009년 MBC 일일연속극 《내조의 여왕》
- 2011년 KBS2 주간드라마 《부부클리닉 사랑과 전쟁2》
- 2012년 SBS 월화드라마 《패션왕》 ... 미싱2 역
- 2017년 SBS 아침드라마 《해피시스터즈》 ...  정은진 역 - 두수 병원의 간호사, 두수의 전 내연녀

### 영화
- 2010년 《조우》 ... 은비 역
- 2012년 《엄마에게》 ... 지현 역